# Open de Rennes 2010
L'Open de Rennes 2010 è un torneo professionistico di tennis maschile giocato sul cemento, che faceva parte dell'ATP Challenger Tour 2010. Si è giocato a Rennes in Francia dal 12 al 17 ottobre 2010.

## Partecipanti

### Teste di serie
| Nazionalità | Giocatore       | Ranking* | Testa di serie |
| ----------- | --------------- | -------- | -------------- |
| Francia     | Arnaud Clément  | 62       | 1              |
| Slovacchia  | Lukáš Lacko     | 71       | 2              |
| Francia     | Stéphane Robert | 94       | 3              |
| Germania    | Björn Phau      | 99       | 4              |
| Svizzera    | Stéphane Bohli  | 125      | 5              |
| Francia     | David Guez      | 131      | 6              |
| Bulgaria    | Grigor Dimitrov | 135      | 7              |
| Serbia      | Ilija Bozoljac  | 136      | 8              |

- Ranking al 4 ottobre 2010.

### Altri partecipanti
Giocatori che hanno ricevuto una wild card:
- Charles-Antoine Brézac
- Romain Jouan
- Laurent Rochette
- Kristof Vliegen
- Augustin Gensse (Special Exempt

Giocatori passati dalle qualificazioni:
- Matthias Bachinger
- Reda El Amrani
- Pierre-Hugues Herbert
- Henri Kontinen

## Campioni

### Singolare
Marc Gicquel ha battuto in finale  Stéphane Bohli con il punteggio di 7–6(6), 4–6, 6–1.

### Doppio
Scott Lipsky /  David Martin hanno battuto in finale  Denis Gremelmayr /  Björn Phau con il punteggio di 6–4, 5–7, [12–10].